# Frithjof Toksvig
Frithjof Toksvig (født 1962) er en dansk filmkomponist, musiker og producer. Han har blandt andet lavet musikken til filmene  
Nordkraft, Fighter, Mirakel og En som Hodder.
Han har sammen med Jørgen Leth og Mikael Simpson også udgivet "Vi sidder bare her..." (2008), "Ikke euforisk" (2010), "Ingen regning til mig" (2014), samt "Rak-Ma-Gak (2016) under navnet Vi sidder bare her. Han har under kunstnernavet Ekko i 2007 udgivet "I Know I Am Human" ,"Any Given Sunday" i 2011 og i 2018 "Meltdown"

## Diskografi
- 2019 Jørgen Leth,Mikael Simpson & Frithjof Toksvig De øjeblikke man har
- 2018 Ekko Meltdown
- 2017 Jørgen Leth,Mikael Simpson & Frithjof Toksvig Rak-Ma-Gak
- 2015 Jørgen Leth,Mikael Simpson & Frithjof Toksvig Ingen regning til mig
- 2011 Ekko Any Given Sunday
- 2010 Trentemøller Sycamore feeling Remix
- 2010 Jørgen Leth,Mikael Simpson & Frithjof Toksvig Ikke euforisk
- 2008 Jørgen Leth,Mikael Simpson & Frithjof Toksvig Vi sidder bare her...
- 2007	Ekko I know I am Human
- 2002	Mikael Simpson Os 2 + Lidt Ro 2002. Producer track/artist
- 2001	Swan Lee Blue Monday. Producer
- 2001	Swan Lee Enter. Programming/artist
- 1999	Deepfried Toguma Hi-Fi companion
- 1999	Stephan Grabowski Danmark drømmer. Producer/artist
- 1997	Stephan Grabowski Underligere end kærlighed. Producer/artist
- 1996	Deepfried Toguma Subtic. Producer/artist
- 1995	Hip En hyldest til Steppeulvene. Guitarist
- 1992	The Poets Welcome to the heathen reserve. Guitarist

### Filmografi
- 2011 Rosa Morena Fine & Mellow inst. Carlos Augusto de Oliveira Nom. til en Robert
- 2007	Fighter Nimbus Film Instr .Natasha Arthy
- 2005	Nordkraft Nimbus Film Instr. Ole Christian Madsen
- 2003	Se til venstre der er en svensker Nimbus Film. Instr. Natasha Arthy
- 2002	En som Hodder Nordisk Film. Inst. Henrik Ruben Genz
- 2000	Mirakel Nimbus Film. Instr. Natasha Arthy. Nom. til en Robert
- 1999	Pizza King Nimbus Film. Instr. Ole Christian Madsen. (BMG)
- 1999	No man's land Flora Danica Film. Instr. Nina Rosenmeier

TV & TV SERIER
- 2006	Klap Hesten TV serie. TV2. (6 afsnit)
- 2006	Min Alder TV serie. DR 1.
- 2005	Dr licenskampagne DR 1.
- 2003	Forsvar TV serie. TV2. (30 afsnit)
- 2002	Rutsj Børne-etteren. DR-produktion
- 2001	De Udvalgte TV serie. DR-produktion/ Playgroundmusic (13 afsnit)

### Novelle og dokumentarfilm
- 2016 Aminas breve instr. Jacob Bitsch
- 2015 Massakren i Dvor TV 2
- 2011 How are you Radiator film Instr. Jannik Spliedsboel Udtaget til Berlinalen 2011
- 2010 De sårede Pause Film Instr. Louise Kjeldsen
- 2009 Store piger græder ikke DR Dokumentar
- 2007 Forførerens fald Koncern tv . Instr. Frank Piasecki Poulsen
- 2008 Det arabiske initiativ instr. Lotte Mik Meyer
- 2006 The prize of the Pole Nimbus Film Instr. Staffan Julen
- 2006	Retshjælpen Tjubang Film. Instr. Per Kirkeby
- 2005	Min far er bokser Nimbus Film Morten Giese
- 2002	Lille mand, lille mand Angel Film. Instr. Katrine Windfelt
- 2002	Stjernekigger. Instr. Christina Rosendahl
- 2000	Y Cosmo Film. Instr. Annette K. Olesen
- 2000	4/4 Afgangsfilm fra Filmskolen. Instr. Torben Simonsen
- 1997	La Dernière Nuit D’Eva Anderson OEil-Sud productions

RADIO
- 2017 Landet på den anden side Dr Podcast
- 2015 Scandinavian Star Dramaserie P1
- 2015 Axelborg Dr Podcast
- 2015 Når jeg engang kommer hjem Dramaserie P1
- 2013 Mors skat Dramaserie P1
- 2012 Ingen tårer for Maibrit Slot 2011   Den kinesiske æske  P1
- 2011 Petergruppen Dramaserie DR P1
- 2011 Blind Date Dramaserie DR P1
- 2011 Den kinesiske æske Dramaserie DR P1
- 2010 P1 i fængsel Instr. Mikael Bertelsen DR P1
- 2010 Evangelisterne Dramaserie DR P1
- 2010 Udenfor Borgen Dramaserie DR P1
- 2009 Drivjagt Dramaserie DR P1
- 2009 Blixen Dramaserie DR P1

### Teater
- 2004 Tivolirevy – Dr. Dante. (Musik arrangør & producer)
- 2001	I hired a contract killer Mammutteateret. Instr. Anders Paulin (komponist/artist)